# 海港大樓
海港大樓是位於臺灣基隆市仁愛區的合署辦公大樓，在日治時代啟用時名為「基隆港合同廳舍」（日语：／），興建目的是要將當時散置於基隆港各處的11個港務機構集中起來以便利港務運作。該建築目前主要由基隆港務分公司及基隆關使用，並於2003年1月20日由基隆市政府公告為歷史建築。

## 沿革

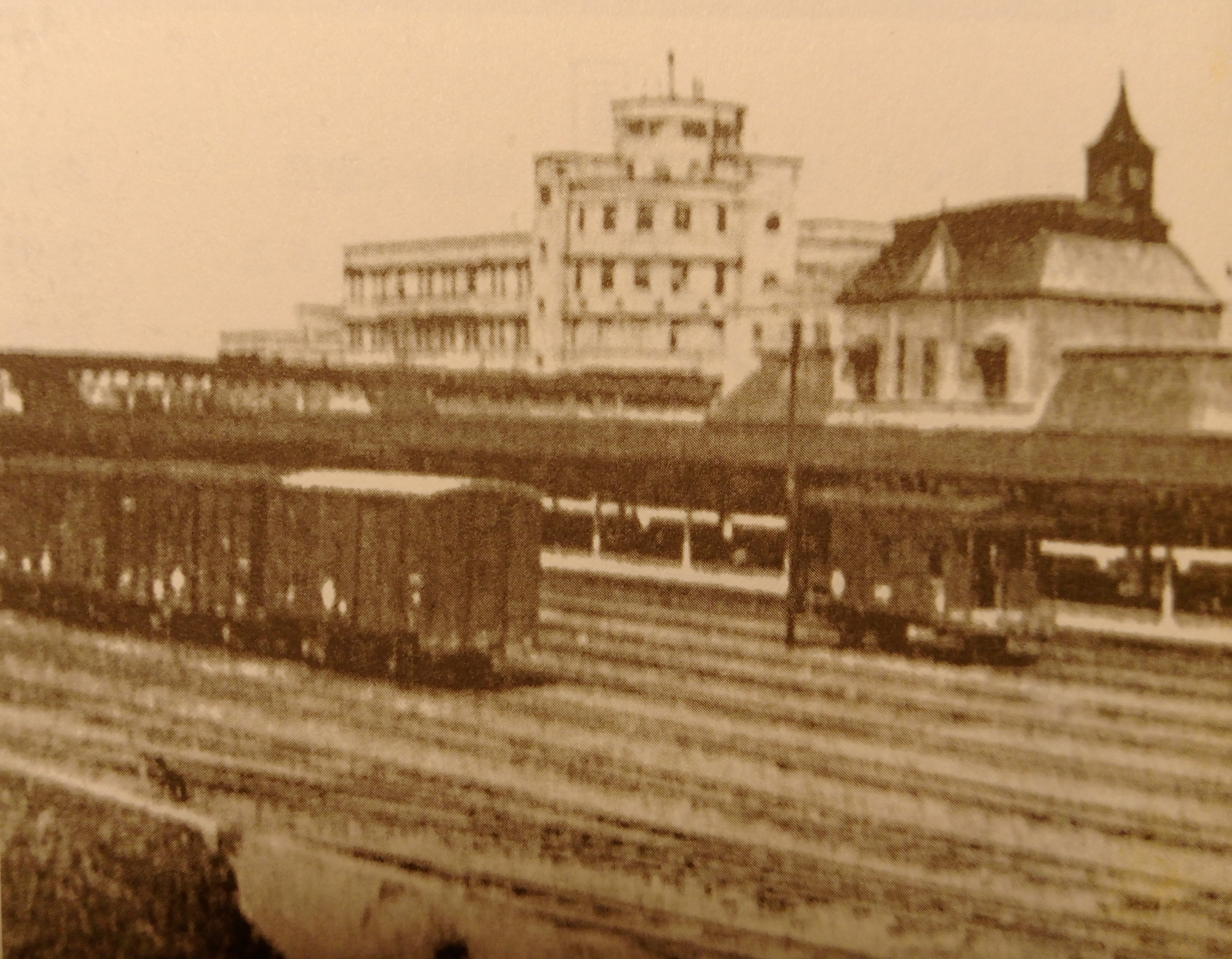
1950年代的海港大樓。

基隆港合同廳舍動工於日治時代昭和五年（1930年）10月11日，於昭和九年（1934年）7月15日完工，所在地當時是明治町1丁目9、10番地，其工程經費則來自1930年基隆築港工事費中的海岸設備費。完工後遷入大樓內的機構有基隆稅關（財政部關務署基隆關前身）、臺北州港務部（臺灣港務公司基隆港務分公司前身）、交通局基隆築港出張所、交通局基隆海事出張所、基隆郵便局波止場出張所、臺灣總督府植物檢查所基隆分所、臺灣總督府鳳梨罐詰基隆檢查所、臺灣總督府米穀檢查所基隆出張所、臺灣總督府肥料檢查所基隆分所、專賣局基隆出張所、基隆警察署水上派出所等。進入中華民國時代後，於1947年改稱「海港大樓」。目前仍有許多基隆港相關港務機構在此辦公。
建築完工後，則與該建築周圍尚有的日本郵船基隆出張所、大阪商船的基隆支店、原樺山資紀銅像等港岸設施，在同一街區相毗鄰，對於基隆航運及門戶地標具有特殊地位。
2000年，海港大樓曾與一旁的陽明海運舊廈獲選為基隆市歷史建築十景之一、以及臺灣歷史建築百景的第80名。

### 港務機構

#### 專賣局基隆支局
專賣局基隆支局最初為1899年4月設立的「基隆鹽務局」，負責食鹽輸入及販賣，管轄地區為基隆、雙溪辨務署之範圍。在專賣局於1901年6月成立後，基隆鹽務局改為「專賣局基隆支局」。1904年4月，改為「專賣局基隆出張所」，業務改為食鹽、樟腦、菸草的保管及檢查。1922年4月，改為「臺北專賣支局基隆出張所」。1924年12月，改為「專賣局基隆出張所」，當時廳舍位於日新町二丁目11番地，並在之後遷至甫完工的海港大樓。1938年2月22日，改為「專賣局基隆支局」，管轄地區為基隆市及基隆郡全境。

#### 基隆警察署水上派出所
基隆警察署水上派出所在1936年升格為基隆水上警察署，管轄範圍包含基隆港、與基隆港連接之運河、基隆市沿岸之海面、基隆嶼、花瓶嶼、棉花嶼、彭佳嶼，以及明治町、大正町、昭和町靠近港灣之地區。二戰後，其於1945年11月改編為「水上分局」，在1947年4月，與港務警察隊合併為「基隆港務警察局」，成為現今內政部警政署基隆港務警察總隊的前身。

## 建築設計

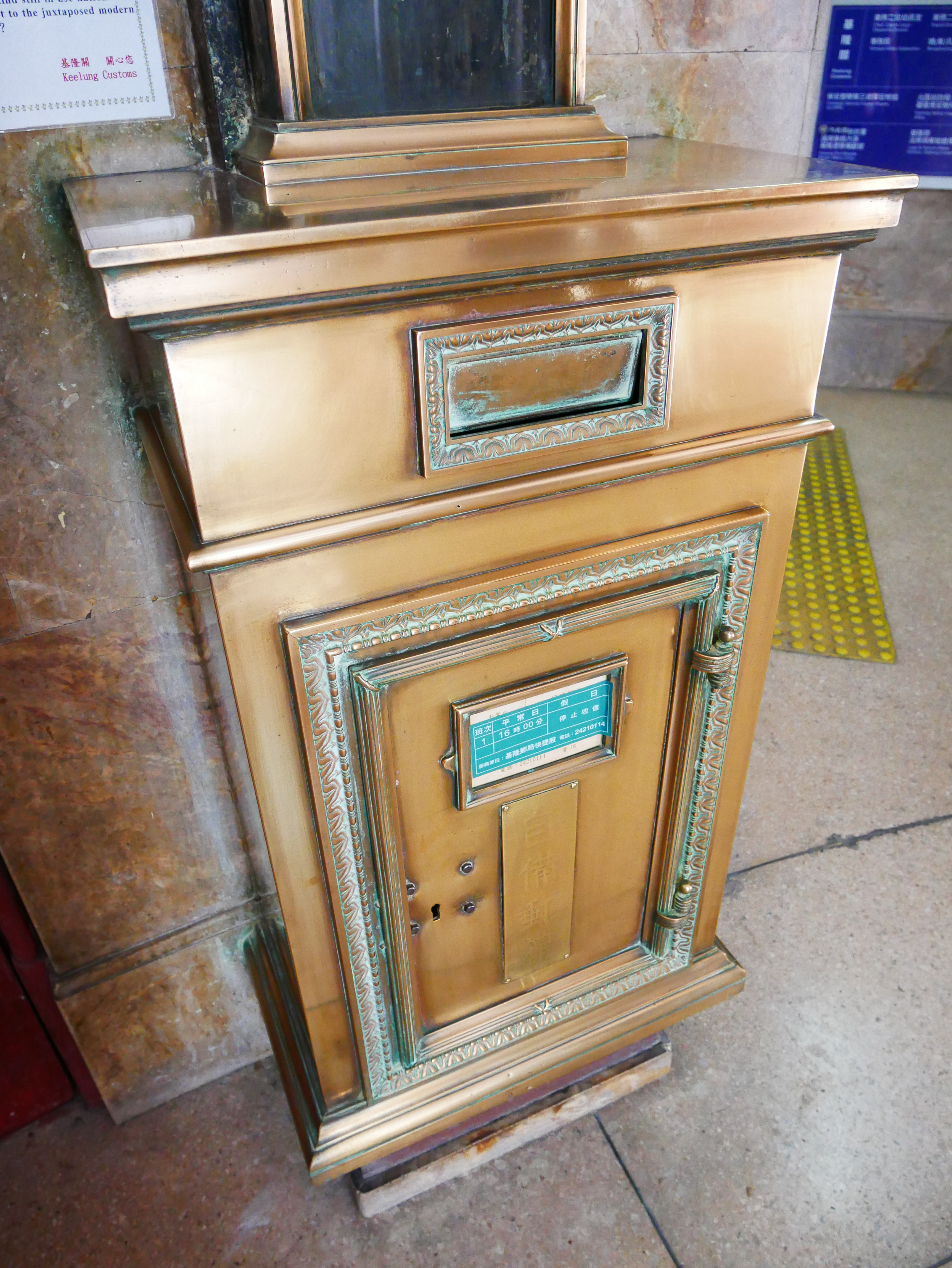
當前仍留存日治時期銅製郵筒
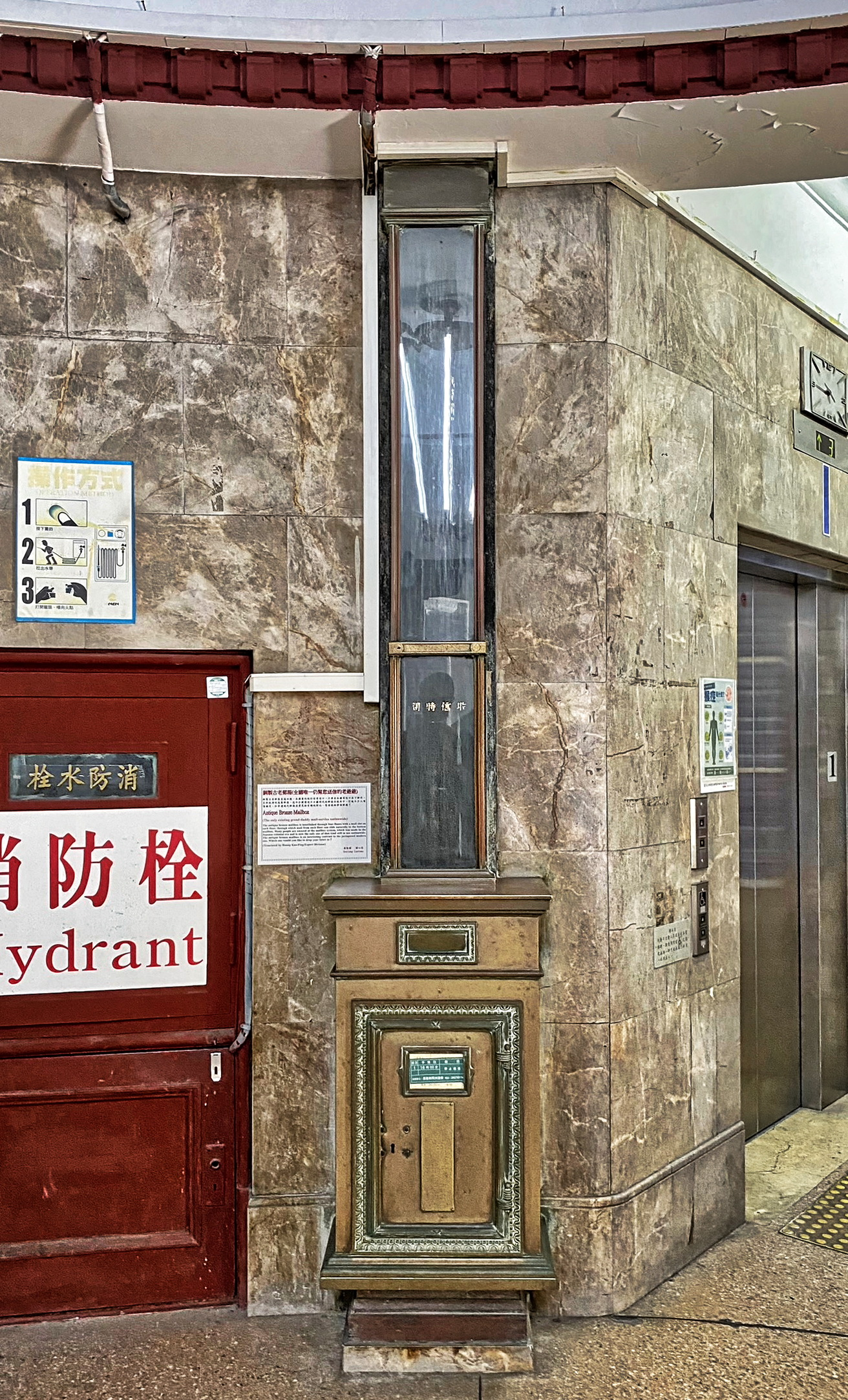
銅製郵筒及上方連接著四層樓的管道
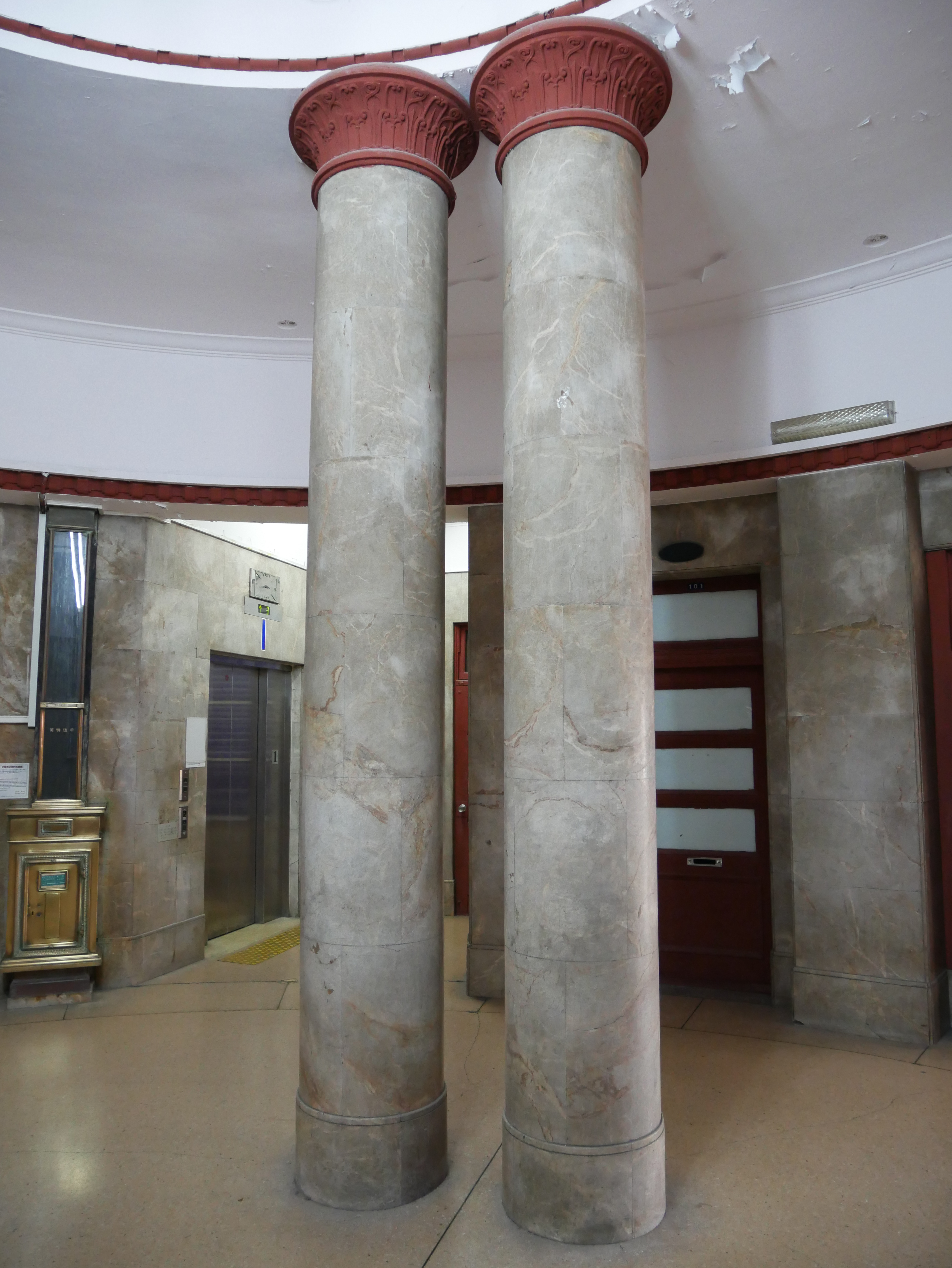
大廳的科林斯式柱
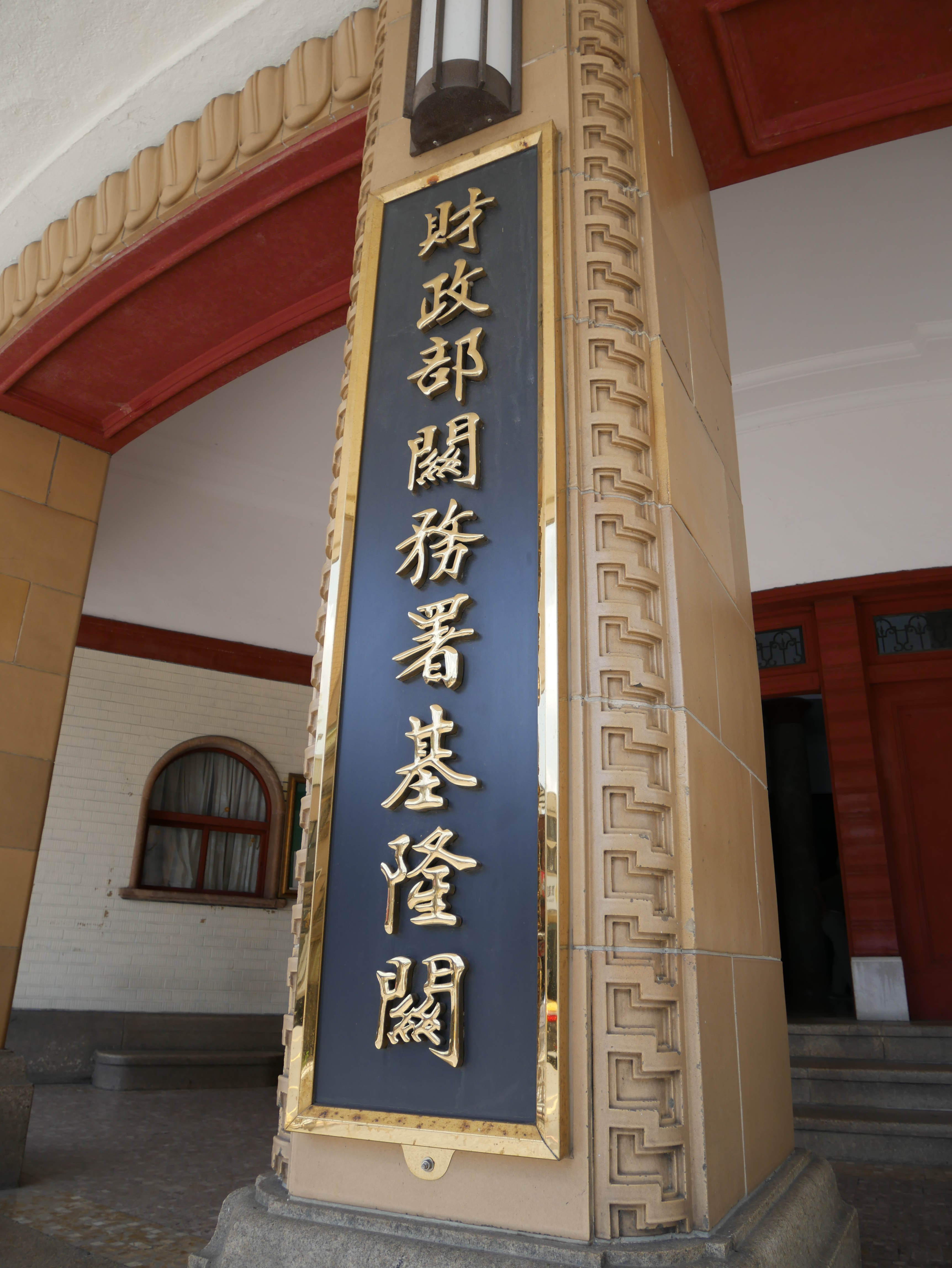
財政部關務署基隆關招牌
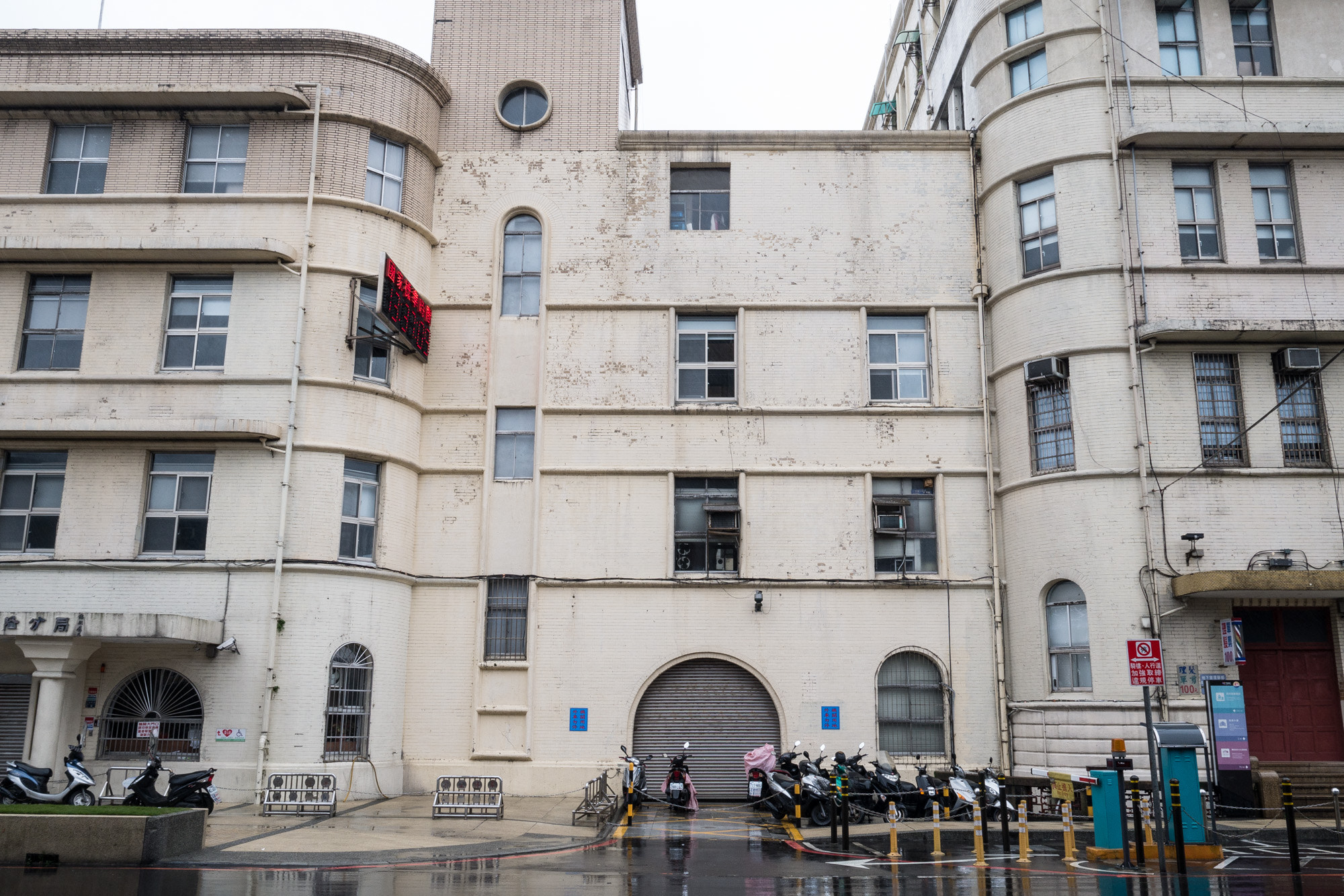
海港大樓側翼
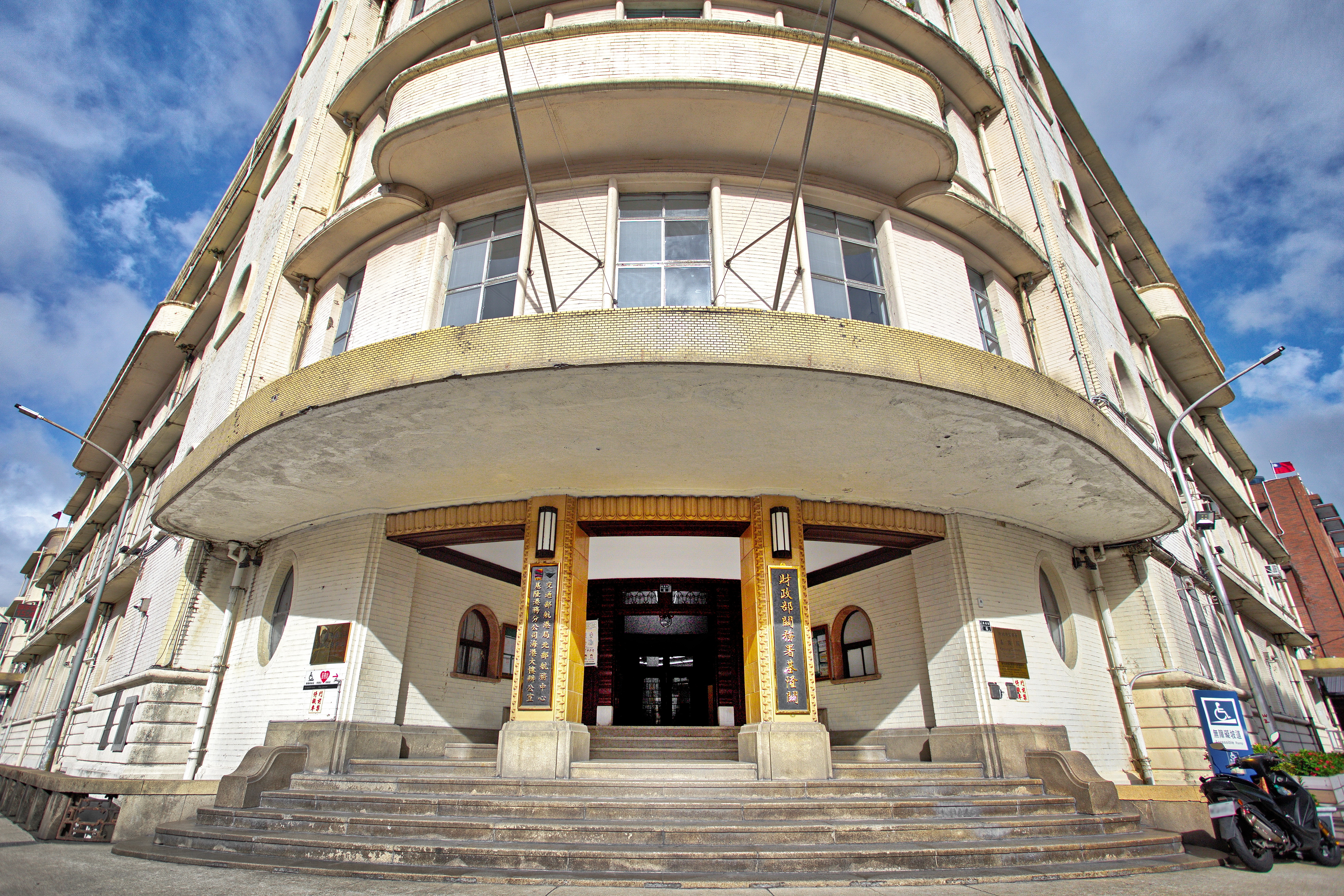
海港大樓正門
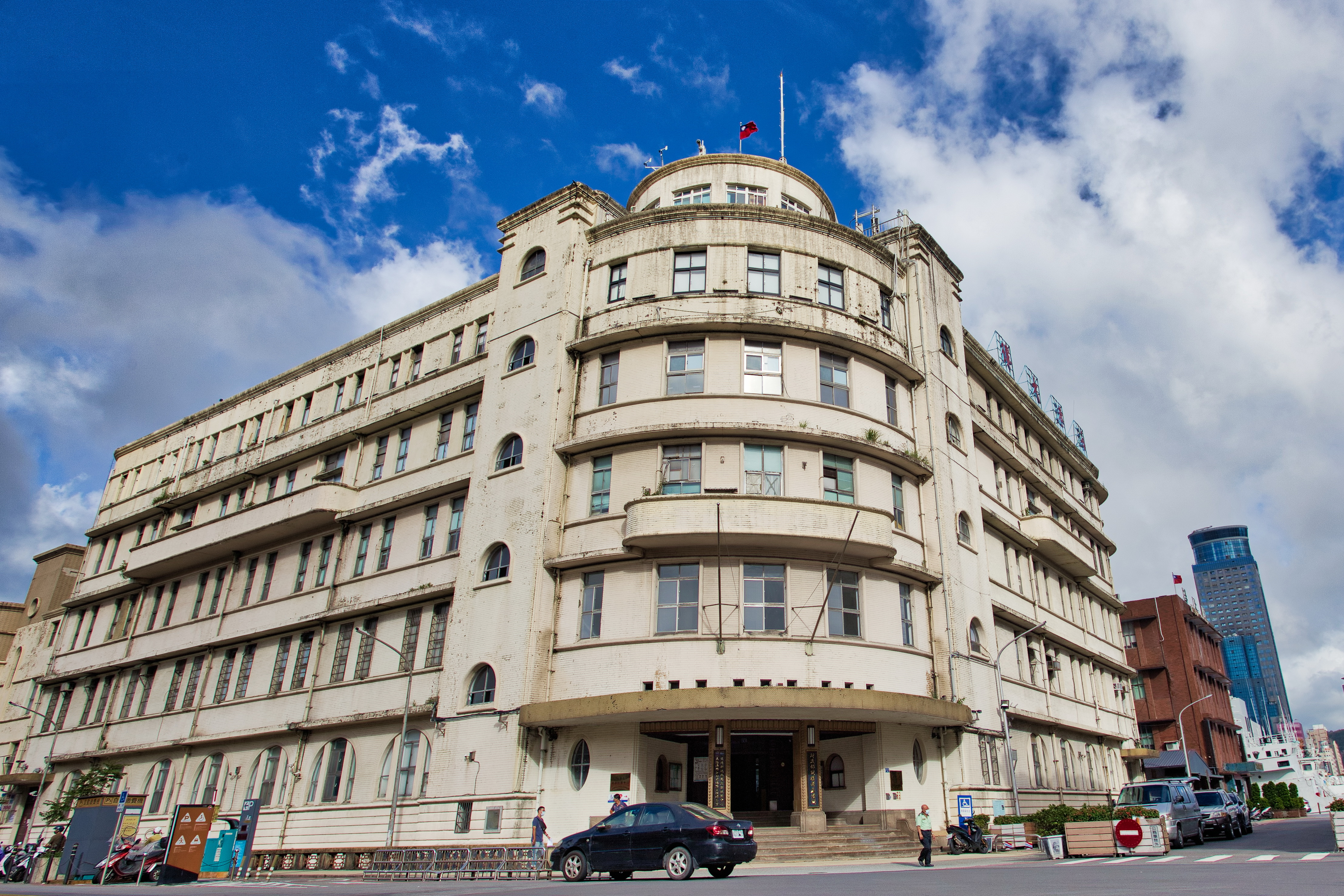
海港大樓的正面
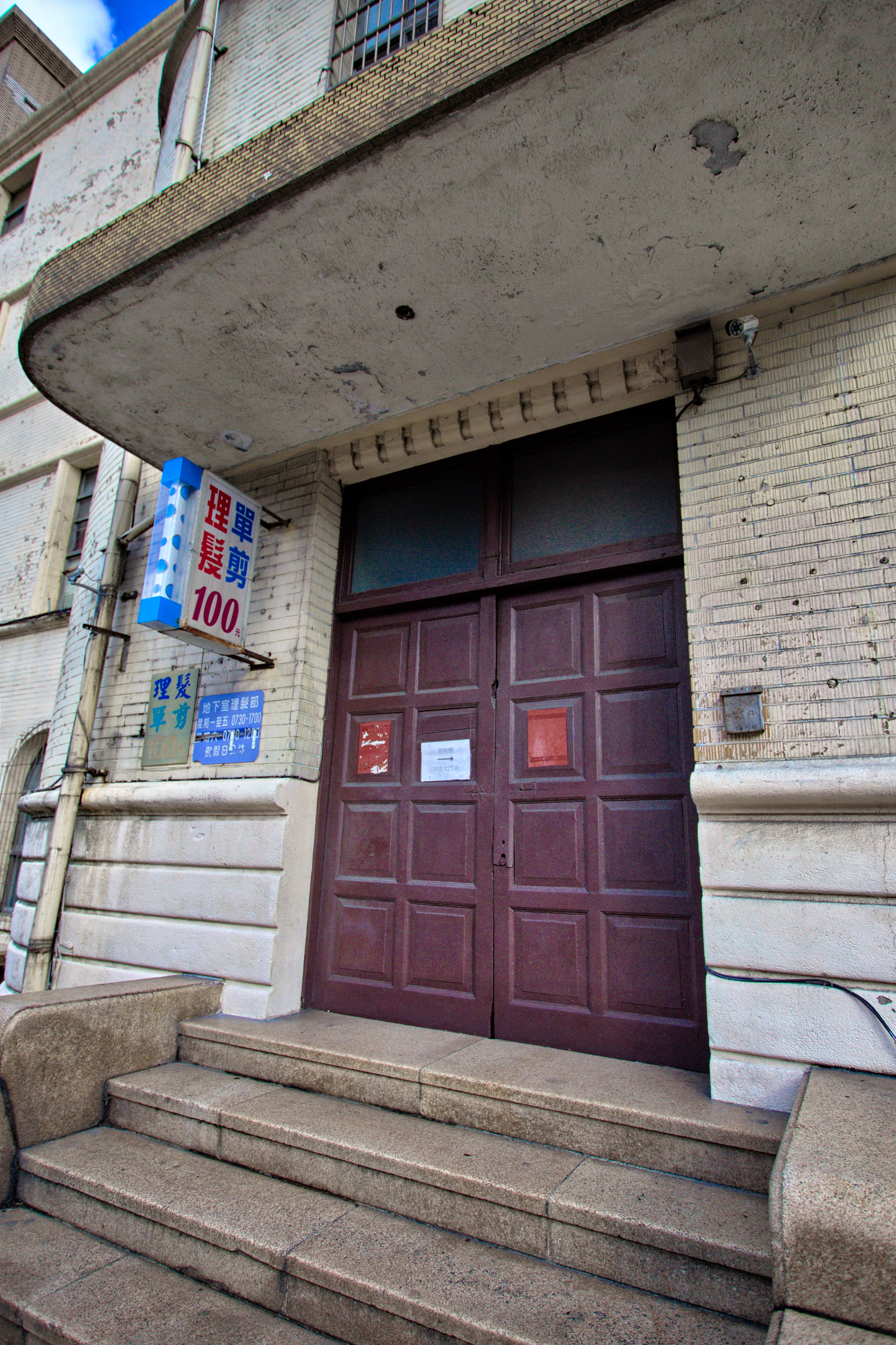
側門

基隆港合同廳舍佔地1,344坪，建築面積1,095.289坪，總樓地板面積4,217.026坪，由總督府交通局技師鈴置良一設計及監造，以便利港務運作的主棟設計為地下一層及地上四層建築，主棟戰後加蓋五樓，本館最高為25.15公尺，塔樓樓高五層，最高處塔屋31.2公尺，另附屬建築設計為地上三層，高13.64公尺。
合同廳舍建築壁體鋼筋混凝土架構，耐震之十字樑柱結構設計為主要系統。其外觀立面以貼布紋面磚為主，腰迴部分則運用花崗岩，玄關處採用大理石及陶瓦面磚，轉角處做成圓弧形，並且減少陽台的配置，而其外觀上一些裝飾構件除其機能性之外，還使建築帶有了船舶的意象。
室內部分，較多簡化西方柱式地下室外圍開挖水道，及裝設電動泵浦，可向外排水至屋外；當時亦裝設與天井相通的排氣裝置及昇降機設備，現已改為電梯，符合現代化衛生標準。
日治時期，主棟中央為關稅業務的大廳，也配置代辦人事務室、外國郵便調查室、郵便事務室、小包通關植物檢查取扱室和廚房等，2樓為海事出張所、海事事務室、研究室、檢疫課長室、檢疫課、應接室、港務部長室、港務部庶務課、海務課等，3樓配置為稅關長室、貴賓室、庶務課長室、監視部長室等，4樓配置有築港所長室、應接室、技師室、庶務室等空間
地下室做為倉庫使用，並設有專賣局倉庫、稅關物品倉庫、稅關書庫等空間，還有習武演武室、訓授室、休憩室，刑事室、詢問室、保護室、船員室等，設有許多現代化設施。

## 入駐機構

### 日治時期
- 基隆稅關
- 台北州港務局
- 交通部基隆築港出張所
- 交通部基隆海事出張所
- 基隆郵便局波止場出張所
- 台灣總督府植物檢查所基隆分所
- 台灣總督府鳳梨罐詰基隆檢查所
- 台灣總督府米穀檢查所基隆出張所
- 台灣總督府肥料檢查所基隆出張所
- 專賣局基隆出張所
- 基隆警察局水上派出所

### 當代
- 臺灣港務公司基隆港務分公司第二辦公區
- 交通部航港局北部航務中心
- 財政部關務署基隆關
- 交通部中央氣象署基隆氣象站
- 經濟部標準檢驗局基隆分局
- 內政部移民署國境事務大隊基隆港國境隊

## 外部連結
- 海港大樓——文化部文化資產局 （页面存档备份，存于）
- 海港大樓——文化部國家文化記憶庫 （页面存档备份，存于）
- 財政部關務署基隆關：基隆海港大樓 （页面存档备份，存于）